# 黎土庫
黎土庫（葡萄牙語：Toko Lay），是一座位於東帝汶帝力韋拉克魯斯縣佐爾梅拉村的建築物，曾是1975年東帝汶被印度尼西亞（印尼）佔領期間的避難所。

## 歷史
黎土庫於1959年建成，起初為帝汶華裔黎氏家族擁有的商店。在1975年8月至12月間，黎土庫曾用作避難所之用。
1975年12月7日印尼入侵東帝汶時，據國際特赦組織引述倖存者的數據，有超過100人在黎土庫內，而東帝汶接受、真相與和解委員會的報告則指當時黎土庫內有20名華人。當天上午10時，印尼士兵驅趕位處黎土庫的避難者，過程中一名華人被槍殺，而其他避難者則被送往帝汶體育會，並被印尼士兵持槍要脅。其後，婦孺被送往一所華文學校，而有部份避難者則被下令挖掘戰死印尼士兵的墳墓。
黎土庫曾在1999年東帝汶騷亂期間被毀。2012年，一個埋葬了72具疑似華裔遺體的集體墓地在黎土庫附近被發現，但與第二次世界大戰還是1975年印尼佔領東帝汶相關則尚未明確。